# Israel / Dearest

## Közreműködők
- Barry Gibb – ének, gitár
- Maurice Gibb – ének,  gitár, zongora, orgona, basszusgitár
- Robin Gibb – ének
- Alan Kendall – gitár
- Geoff Bridgeford – dob
- stúdiózenekar Bill Shepherd vezényletével
- hangmérnök – Bryan Stott

## A lemez dalai
- Israel  (Barry Gibb)  (1971), stereo 3:52, ének: Barry Gibb, Robin Gibb
- Dearest  (Barry és Robin Gibb)  (1968), stereo 3:26, ének: Barry Gibb

## Top 10 helyezés
A kislemez zenei anyagából nem született Top 10 helyezés.

## A kislemez megjelenése országonként
- Hollandia, Belgium  Polydor 2058 235